# Cristian Pérez Acebes
Cristian Pérez Acebes (León, 22 de mayo de 1990), más conocido como Cristian Pérez, es un futbolista español. Juega como defensa y su último equipo fue la Cultural y Deportiva Leonesa de la Primera División RFEF.

## Clubes
| Club                         | País   | Año       |
| ---------------------------- | ------ | --------- |
| CyD Leonesa Júpiter Leonés B | España | 2009-2010 |
| Atlético Astorga             | España | 2010-2016 |
| UD Somozas                   | España | 2016-2017 |
| Club Rápido de Bouzas        | España | 2017-2018 |
| CD Badajoz                   | España | 2018-2019 |
| UE Cornellà                  | España | 2019-2020 |
| Atlético Baleares            | España | 2020-2021 |
| CF Rayo Majadahonda          | España | 2021-2022 |
| Cultural y Deportiva Leonesa | España | 2022-2023 |